# Guillaume Gallienne
Pour les articles homonymes, voir Gallienne.
Guillaume Gallienne est un acteur, scénariste et réalisateur français né le 8 février 1972 à Neuilly-sur-Seine, sociétaire de la Comédie-Française.
Guillaume Gallienne a reçu de multiples récompenses dont deux Molières en 2010 et 2011 puis quatre Césars en 2014. Une grande partie de ses récompenses est due à son spectacle autobiographique puis au film qui en est adapté, Les Garçons et Guillaume, à table !, où Guillaume Gallienne joue son propre rôle ainsi que celui de sa mère.
D'autre part, il a marqué les ondes de France Inter durant dix ans en étant narrateur dans l'émission Ça peut pas faire de mal, diffusée le samedi entre 2009 et 2020.

## Biographie

### Jeunesse et formation
Son père est Jean-Claude Gallienne (1928-2009),, un industriel du secteur des transports urbains, dont la famille descend d'une longue lignée de pasteurs méthodistes de l'île de Jersey. Sa mère est Mélitta Rotvand (1941),, qui descend de l’ancienne aristocratie russo-géorgienne.
Qualifié de « personnalité extravagante », Guillaume Gallienne est le troisième enfant d'une fratrie de quatre garçons. Il a également un demi-frère (Thierry, mort en 2020) et une demi-sœur (Bénédicte, morte en 2013), du premier mariage de son père. Il est cousin germain de Ian Gallienne, époux de Ségolène Frère, fille du baron Albert Frère, ainsi que d'Alicia Gallienne. Il passe sa jeunesse dans le 16e arrondissement de Paris. Durant son enfance et son adolescence, il est complexé par sa faiblesse physique. Sa mère le distinguant de ses frères, il en arrive à considérer ne pas être un garçon comme eux, et adopte des attitudes féminines. Lui-même explique, par la suite : « J'ai décidé d'imiter les femmes et en particulier ma maman. Je jouais la fille dans ma chambre mais c'était surtout dans ma tête. Même encore maintenant, il y a des moments où je réagis comme une femme. On me prenait pour un efféminé, pour un homosexuel mais moi je me prenais pour une fille ». Cela le conduit, à l'âge de douze ans, à tomber en dépression. Il parvient à en sortir en « trouvant sa voix » grâce à la phoniatre Claude Fugain (sœur de Michel Fugain) et en consultant un psychanalyste. Cet aspect de sa biographie fournit plus tard la matière de son « seul en scène » Les Garçons et Guillaume, à table !, qu'il adapte ensuite au cinéma.
Il entretient une relation distante et complexe avec son père.[réf. nécessaire]
Guillaume Gallienne suit d'abord une scolarité en hypokhâgne au lycée Jean-Pierre-Vernant à Sèvres, commence une maîtrise d'histoire sans pour autant présenter son mémoire. Il découvre sa vocation de comédien à l'âge de 18 ans, à la suite du décès de sa cousine Alicia, à laquelle il était très attaché : « Sa mort, un 24 décembre, m'a réveillé : si je peux crever demain, alors je veux faire du théâtre. » Il est élève au Cours Florent pendant quatre ans (cycle de formation et Classe libre) ; il étudie ensuite au Conservatoire national supérieur d'art dramatique dans les classes de Dominique Valadié, Stéphane Braunschweig et Daniel Mesguich.

### Débuts
Dans les années 1990, il apparaît dans des publicités télévisées telles que celles du label Promotelec ou de la Volkswagen Golf.
Au cinéma, le grand public le découvre en 2000 grâce à son rôle dans Jet Set.
À la radio, le comédien prête sa voix à la lecture de grands textes de la littérature (Les Fleurs du mal de Baudelaire, Sodome et Gomorrhe de Marcel Proust...), sur France Inter notamment.

### Révélation scénique et seconds rôles au cinéma

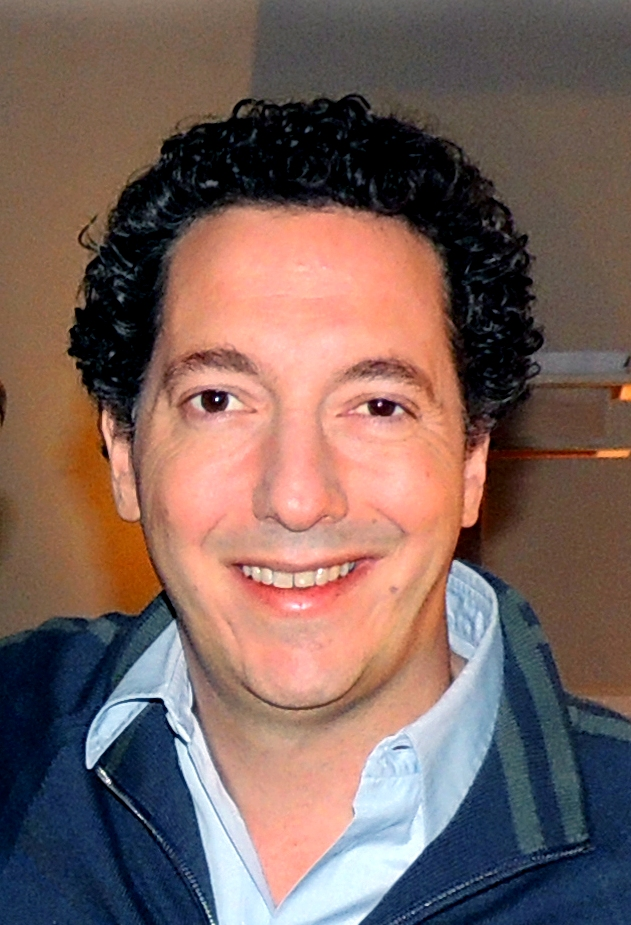
Guillaume Gallienne au FIFF de Namur en octobre 2013 pour la présentation de Les Garçons et Guillaume, à table !.

Dans un autre domaine, il s'associe en 2005 au danseur étoile Nicolas Le Riche pour écrire le livret de son ballet Caligula, donné par le ballet de l'Opéra de Paris, et six ans plus tard, il aide le chorégraphe russe Alexeï Ratmansky à adapter Illusions perdues (Honoré de Balzac) pour le ballet du Bolchoï.
En 2006, il met en scène Huis clos, de Jean-Paul Sartre, au Théâtre Noh Tessenkai à Tokyo. La distribution réunit Nicolas Le Riche, Thierry de Peretti, Anne Bouvier et Martine Chevallier de la Comédie-Française. La même année, il crée la société de productions Don't Be Shy Productions, qui coproduit notamment son long-métrage Maryline en 2017.
Parallèlement, il multiplie les apparitions au cinéma, toujours dans des rôles secondaires. Il est souvent recruté pour jouer les bourgeois un peu ridicules : en 2003, dans le film de cape d'épée Fanfan la tulipe ; en 2005 dans Tu vas rire, mais je te quitte, de Philippe Harel ; en 2006, dans La Jungle de Mathieu Delaporte, puis Mon colonel de Laurent Herbiet, ou encore le Marie-Antoinette, de la réalisatrice américaine Sofia Coppola.
II accède aussi à d'autres rôles : en 2003 par François Dupeyron pour Monsieur Ibrahim et les Fleurs du Coran ; en 2007, la comédie dramatique Le Candidat, écrite et réalisée par Niels Arestrup ; et en 2008, il enchaîne le biopic Sagan, de Diane Kurys et Musée haut, musée bas de Jean-Michel Ribes.
C'est sur les planches qu'il parvient à jouer un rôle d'envergure : en 2008, il se lance avec Claude Mathieu dans l'écriture d'un spectacle intime intitulé Les garçons et Guillaume, à table !, dans lequel il revient avec humour sur son enfance, l'éducation qu'il a reçue et les traumatismes qu'elle a pu engendrer.

### Parcours radiophonique et télévisuel

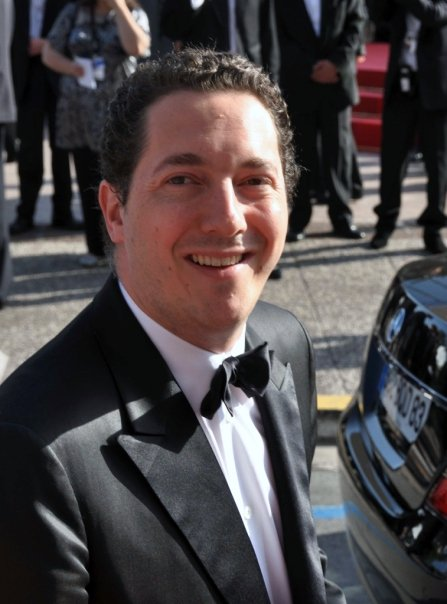
Guillaume Gallienne au festival de Cannes 2009.

De septembre 2008 à 2010, il anime, dans l'émission Le Grand Journal, sur Canal+, un module intitulé Les Bonus de Guillaume, dans lequel il imagine le bonus DVD d'un film à l'affiche.
À partir de septembre 2009, il anime chaque samedi l'émission Ça peut pas faire de mal sur France Inter, dans laquelle il lit des extraits d’œuvres littéraires.
Cette exposition lui permet de décrocher des rôles de plus en plus importants : en 2010, il côtoie le couple incarné par Marina Hands et Julien Doré dans la romance Ensemble, nous allons vivre une très, très grande histoire d'amour..., écrite et réalisée par Pascal Thomas ; puis fait partie de la distribution réunie par Olivier Baroux autour de Kad Merad dans la comédie L'Italien. La grosse production Astérix et Obélix : Au service de Sa Majesté, de Laurent Tirard, lui permet de s'imposer avec le rôle de Jolitorax.
En 2012, il participe à l'album de Juliette Gréco Ça se traverse et c'est beau, en lisant le texte Le Pont Juliette, et chante dans l'album Le Bœuf sur le toit du pianiste Alexandre Tharaud.
En 2013, il est lecteur à l’émission de France Culture Le Gai Savoir en lisant des extraits de Marcel Proust. La même année sort son premier long métrage.
Le 1er février 2020, il met un terme à sa présence sur France Inter comme narrateur après dix ans d'antenne. Sa dernière émission, diffusée le 8 février 2020, est consacrée à l’œuvre poétique de sa cousine, morte trente ans plus tôt, Alicia Gallienne.

### Consécration cinématographique

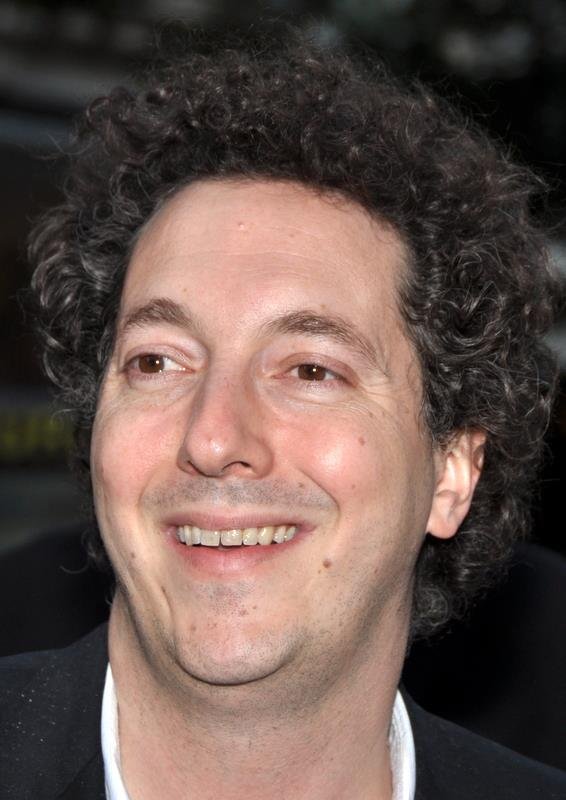
Guillaume Gallienne en 2012 à l'avant-première de Astérix et Obélix : Au service de sa Majesté.

Les Garçons et Guillaume, à table ! est une adaptation de son spectacle de 2008, où il incarnait déjà sa mère.
Alors que l'attention des médias se porte sur ce film, Guillaume Gallienne y est revenu, dans l'émission Sept à Huit, pour y confier les similitudes avec sa propre jeunesse : il indique par exemple qu'il « a été obligé d'admettre très tôt qu'il ne pourrait jamais correspondre aux critères de masculinité qu'il y avait dans sa famille », et qu'il a été en butte à l'homophobie dès l'âge de 10 ans. Lui-même précise être bisexuel : « Dans la vie, j'ai toujours aimé les deux. J'étais tombé amoureux d'autres femmes avant et d'autres hommes. J'aurais pu faire la bonne rencontre avec un homme, il se trouve que ça s'est fait avec une femme. [...] Sexuellement, je peux aller partout, no limit, mais dans mon cœur, oui, il se trouve que vraiment j'aime ma femme ».
En 2014, Les Garçons et Guillaume, à table !, remporte cinq Césars : meilleur film, meilleur acteur, meilleur premier film, meilleur montage et meilleure adaptation.
Désormais acteur reconnu, il se voit confier des rôles complexes et convoités : en 2014, il prête ses traits à Pierre Bergé dans le biopic Yves Saint Laurent, de Jalil Lespert, qui connaît un joli succès à l'international ; puis en 2016, à Paul Cézanne, dans Cézanne et moi, de Danièle Thompson, qui l'avait dirigé dix ans plus tôt dans Fauteuils d'orchestre. Guillaume Gallienne donne la réplique à Adèle Exarchopoulos en 2016 dans le film de Pierre Godeau Éperdument qui est une adaptation du livre Défense d'aimer de Florent Gonçalves.
Nouveau tournant dans sa carrière, Guillaume Gallienne entre à l'opéra national de Paris pour y mettre en scène l'opéra-bouffe de Gioachino Rossini La Cenerentola, à l'opéra Garnier, du 10 juin au 13 juillet 2017.
En janvier 2018, il est annoncé pour donner des cours à l'université de Princeton. La même année, il retrouve Jalil Lespert qui le fait tourner dans son adaptation cinématographique de la pièce : Le Dindon d'après Georges Feydeau. L'occasion pour lui de retrouver l'humoriste et comédien : Dany Boon avec qui il avait déjà tourné lors du film : Astérix et Obélix : Au service de Sa Majesté et de partager l'affiche avec Alice Pol. Il est ensuite annoncé au casting du film franco-américain : The French Dispatch de Wes Anderson, qui signe sa première expérience en langue anglaise. Ce projet lui permet de donner la réplique à Timothée Chalamet, Léa Seydoux, Cécile de France, Owen Wilson et Kate Winslet.
En 2020, il participe à la composition et la publication du recueil de poèmes posthume de sa cousine Alicia Gallienne, morte en 1990, aux éditions Gallimard.

### Vie privée
Guillaume Gallienne est bisexuel, et a eu plusieurs relations amoureuses avec des hommes et des femmes. En 2001, il fait la connaissance d'Amandine Guisez, styliste, qu'il épouse en 2005, surprenant ses parents qui le croyaient homosexuel : « Quand Amandine et moi on a annoncé nos fiançailles à mes parents, ils ne nous ont pas adressé la parole pendant vingt-quatre heures tellement ils étaient décontenancés. »
Guillaume et Amandine Gallienne ont un fils, prénommé Tado, né en 2007. Ils sont chrétiens orthodoxes, s'étant convertis à la religion de la famille maternelle de Guillaume et rejoignant l'Église orthodoxe russe.

### Engagements politiques
À l'occasion des élections européennes de juin 2014, il s'affirme en européen convaincu dans une vidéo réalisée par Européens sans frontières.
Lors de l'élection présidentielle de 2022, il soutient la candidature d'Emmanuel Macron.

## Résumé de carrière

### Livre
- Les Garçons et Guillaume, à table !, Besançon, France, Les Solitaires Intempestifs, coll. « Du désavantage du vent », 2009, 64 p. (ISBN 978-2-84681-269-6)
- Un été avec Victor Hugo, avec Laura El Makki, Éditions des Équateurs, 2016.
- Le buveur de brume,  Éditions Stock, 2025, collection « ma nuit au musée » sur ses racines géorgiennes.

### Théâtre

#### Comédie-Française
Entré à la Comédie-Française le 1er juillet 1998, il en devient le 513e sociétaire le 1er janvier 2005.
- 1996 : Mithridate de Racine, mise en scène Daniel Mesguich, théâtre du Vieux-Colombier
- 1997 : La Vie parisienne de Jacques Offenbach, livret Henri Meilhac et Ludovic Halévy, mise en scène Daniel Mesguich
- 1998 : Mère Courage et ses enfants de Bertolt Brecht, mise en scène Jorge Lavelli, salle Richelieu
- 1998 : La Tempête de William Shakespeare, mise en scène Daniel Mesguich
- 1998 : Les Femmes savantes de Molière, mise en scène Simon Eine
- 1999 : Andromaque de Racine, mise en scène Daniel Mesguich, Théâtre du Vieux-Colombier
- 2000 : L'École des maris de Molière, mise en scène Thierry Hancisse
- 2000 : L'École des femmes de Molière, mise en scène Éric Vigner
- 2000 : Le Misanthrope de Molière, mise en scène Jean-Pierre Miquel, Théâtre du Vieux-Colombier
- 2000 : Le Bourgeois gentilhomme de Molière, mise en scène Jean-Louis Benoît
- 2000 : La Mère confidente de Marivaux, mise en scène Sandrine Anglade, Théâtre du Vieux-Colombier
- 2002 : Le Dindon de Georges Feydeau, mise en scène Lukas Hemleb
- 2004 : Gengis parmi les Pygmées de Gregory Motton, mise en scène Thierry de Peretti, Théâtre du Vieux-Colombier
- 2004 : La Nuit des rois de William Shakespeare, mise en scène Andrzej Seweryn
- 2004 : Molière/Lully, deux comédies-ballets de Molière, mise en scène Jonathan Duverger et Jean-Marie Villégier
- 2005 : Les Bacchantes d'Euripide, mise en scène André Wilms
- 2005 : Bouli redéboule de Fabrice Melquiot, mise en scène Philippe Lagrue, Studio-Théâtre de la Comédie-Française
- 2006 : Saint François, le divin jongleur de Dario Fo, mise en scène Claude Mathieu, Studio-Théâtre de la Comédie-Française
- 2007 : Les Temps difficiles de Édouard Bourdet, mise en scène Jean-Claude Berutti, Théâtre du Vieux-Colombier
- 2007 : Le Misanthrope de Molière, mise en scène Lukas Hemleb
- 2008-2010 : Fantasio d'Alfred de Musset, mise en scène Denis Podalydès, Salle Richelieu
- 2010-2011 : Les Trois Sœurs d'Anton Tchekhov, mise en scène Alain Françon, Salle Richelieu
- 2010-2011 : Un fil à la patte de Georges Feydeau, mise en scène Jérôme Deschamps, Salle Richelieu, Cheneviette et Miss Betting
- 2012 : La Trilogie de la Villégiature de Carlo Goldoni, mise en scène Alain Françon, Théâtre Éphémère, Guglielmo
- 2012 : Une puce, épargnez-la de Naomi Wallace, mise en scène Anne-Laure Liégeois, Théâtre éphémère
- 2013-2015 : Oblomov d'Ivan Alexandrovitch Gontcharov, mise en scène Volodia Serre, Théâtre du Vieux-Colombier
- 2013 : Un fil à la patte de Georges Feydeau, mise en scène  Alain Françon, Salle Richelieu, Cheneviette et Miss Betting
- 2014-2016 : Lucrèce Borgia de Victor Hugo, mise en scène Denis Podalydès, Salle Richelieu, Lucrèce
- 2015 : Un fil à la patte de Georges Feydeau, mise en scène Jérôme Deschamps, Salle Richelieu, Cheneviette et Miss Betting
- 2016-2017 : Les Damnés d'après Luchino Visconti (adaptation), mise en scène Ivo van Hove, Festival d'Avignon puis Salle Richelieu, Friedrich Bruckmann
- 2019-2020 : Le Malade imaginaire de Molière, d'après la mise en scène de Claude Stratz, tournée et théâtre Marigny
- 2020 : François, le saint jongleur de Dario Fo, mise en scène Claude Mathieu, Studio Marigny
- 2022 : Le Malade imaginaire de Molière, mise en scène Claude Stratz, Salle Richelieu
- 2022 : Le Bourgeois gentilhomme de Molière, mise en scène Valérie Lesort et Christian Hecq, Salle Richelieu
- 2023 : La Mort de Danton de Georg Büchner, mise en scène Simon Delétang, Salle Richelieu
- 2024 : Six Personnages en quête d'auteur de Luigi Pirandello, mise en scène Marina Hands, Théâtre du Vieux-Colombier

#### Hors Comédie-Française
- 1994 : L'Histoire du soldat de Charles Ferdinand Ramuz et Igor Stravinsky, mise en scène Chun Yan Ning
- 1995 : Baal de Bertolt Brecht, mise en scène Jean-Pierre Garnier, Festival de Sarlat
- 1995 : Caligula d'Albert Camus, mise en scène Carole Thibaut, Théâtre du Ranelagh
- 1995 : L'Intervention de Victor Hugo, mise en scène Christian Croset
- 1995 : Un caprice d'Alfred de Musset, mise en scène Rodolphe Sand, Bouffon Théâtre
- 1996 : La Cuisine d'Arnold Wesker, mise en scène Victor Gauthier, théâtre du Soleil
- 2006 : Deguchinashi (Huis-Clos) de Jean-Paul Sartre, mise en scène de Guillaume Gallienne, théâtre Noh Tessenkai, Tokyo.
- 2008 : Les Garçons et Guillaume, à table ! de Guillaume Gallienne, mise en scène Claude Mathieu, théâtre de l'Ouest parisien
- 2009 : Les Garçons et Guillaume, à table !, tournée
- 2010 : Les Garçons et Guillaume, à table !, tournée, théâtre de l'Athénée-Louis-Jouvet
- 2010 : Valère Novarina, lecture, théâtre de l'Odéon

### Filmographie

#### En tant qu'acteur

##### Longs métrages au cinéma
- 1992 : Tableau d'honneur de Charles Nemes : Castagnier
- 1995 : Sabrina de Sydney Pollack : Assistant
- 1996 : Un samedi sur la Terre de Diane Bertrand : Apprenti bijoutier
- 1997 : Jeunesse de Noël Alpi : Le lyonnais
- 1997 : La Leçon de tango (The Tango Lesson) de Sally Potter : Pablo's Friend
- 1999 : Monsieur Naphtali d'Olivier Schatzky : Sommergan
- 1999 : Une pour toutes de Claude Lelouch : L'agent immobilier
- 2000 : Jet Set de Fabien Onteniente : Evrard Sainte-Croix
- 2003 : Fanfan la tulipe de Gérard Krawczyk : Aimé Bonaventure Claudion Dominique de La Houlette
- 2003 : Monsieur Ibrahim et les Fleurs du Coran de François Dupeyron : Le Vendeur de voitures
- 2004 : Narco de Tristan Aurouet & Gilles Lellouche : Samuel Pupkin
- 2005 : Tu vas rire, mais je te quitte de Philippe Harel : Pierre-Louis
- 2006 : Fauteuils d'orchestre de Danièle Thompson : Pascal
- 2006 : Marie-Antoinette de Sofia Coppola : comte Vergennes
- 2006 : La Jungle de Mathieu Delaporte : Mathias Warkhevytch
- 2006 : Mon colonel de Laurent Herbiet : sous-préfet
- 2007 : Le Candidat de Niels Arestrup : Sam
- 2007 : Benjamin Gates et le Livre des secrets (National Treasure 2) de Jon Turteltaub : un officier de police à bicyclette
- 2008 : Sagan de Diane Kurys : Jacques Quoirez
- 2008 : Musée haut, musée bas de Jean-Michel Ribes : Max Perdelli
- 2009 : Le Concert de Radu Mihaileanu : un critique
- 2010 : Ensemble, nous allons vivre une très, très grande histoire d'amour... de Pascal Thomas : Hubert
- 2010 : L'Italien d'Olivier Baroux : Jacques
- 2012 : Confession d'un enfant du siècle de Sylvie Verheyde : Mercanson
- 2012 : Astérix et Obélix : Au service de Sa Majesté de Laurent Tirard : Jolitorax
- 2013 : Les Garçons et Guillaume, à table ! de Guillaume Gallienne : Guillaume et Melitta Gallienne
- 2014 : Yves Saint Laurent de Jalil Lespert : Pierre Bergé
- 2016 : Éperdument de Pierre Godeau[30] : Jean Firmino
- 2016 : Cézanne et moi de Danièle Thompson : Paul Cézanne
- 2019 : Le Dindon de Jalil Lespert : Pontagnac
- 2021 : The French Dispatch de Wes Anderson : Mr B
- 2021 : Kaamelott : Premier Volet d'Alexandre Astier : Alzagar
- 2023 : Une affaire d'honneur de Vincent Perez : Adolphe Tavernier
- 2025 : La Vie devant moi de Nils Tavernier : Moshe Zylbersztejn
- 2025 : Kaamelott : Deuxième volet partie 1 d’Alexandre Astier : Alzagar

##### Courts métrages au cinéma
- 1994 : Les Flammes du désespoir de Guillaume Husson
- 1996 : Putain de voleuses d'Edy Garbarski
- 1996 : Sans doute lui de Shiri Tsour
- 1997 : Fils de personne de Niels Dubost
- 1998 : Pop-corn de Yannick Rolandeau : troisième badaud
- 1999 : Mon plus beau mariage de Guillaume Husson : le prêtre
- 2001 : Le Cœur sur la main de Marie-Anne Chazel : le snob
- 2001 : En scène ! d'Yvon Marciano
- 2001 : L'Élu de Fouad Benamou
- 2006 : Le Dernier Épisode de Dallas de Guillaume Husson : François
- 2009 : L'Invitation de Niels Arestrup
- 2017 : Vitalium, Valentine !  de Jean-Charles Fitoussi

##### À la télévision
- 1995 : Navarro (série télévisée), 1 épisode
- 2002 : Patron sur mesure (téléfilm) de Stéphane Clavier : Leduc
- 2002 : Les Frangines (téléfilm) de Laurence Katrian : Édouard
- 2003 : La Bête du Gévaudan (téléfilm) de Patrick Volson : l'abbé Pourcher
- 2003 : Maigret et la Princesse (téléfilm) : Cornière
- 2006 : Monsieur Max (téléfilm) de Gabriel Aghion : Max Jacob jeune
- 2007 : Elles et moi (téléfilm) de Bernard Stora : Robert
- 2008 : Adieu De Gaulle, adieu (téléfilm) de Laurent Herbiet : Bernard Tricot
- 2008-2010 : Les Bonus de Guillaume (programme court)
- 2011 : Hard (série télévisée), saison 2 de Cathy Verney : lui-même
- 2013 : Le Débarquement 2, émission à sketchs diffusée sur Canal+
- 2017 : Oblomov (téléfilm) : Ilya Ilitch Oblomov
- 2020 : Dix pour cent (série télévisée), saison 4 épisode 5 : lui-même
- 2021 : La Vengeance au triple galop (téléfilm) d'Alex Lutz : Claude Marquinnier
- 2022 : Diane de Poitiers (téléfilm) de Josée Dayan : Ambroise Paré
- 2024 : Le Régime (The Regime) (mini-série) de Stephen Frears : Nicholas Vernham

##### Doublage
Films
- 2014 : Paddington : l'ours Paddington (voix)[31]
- 2017 : Paddington 2 : l'ours Paddington (voix)[31]
- 2024 : Paddington au Pérou : l'ours Paddington (voix)[31],[32]

Films d'animation
- 2006 : U : Lazare (création de voix)
- 2006 : L'Homme de la lune : Lazare (court-métrage)
- 2010 : Le Voyage extraordinaire de Samy : Alphonse le chat (création de voix)
- 2012 : Sammy 2 : Lulu la moustache (création de voix)
- 2014 : M. Peabody et Sherman : Les Voyages dans le temps : M. Peabody[33]
- 2015 : Le Petit Prince : le Serpent (création de voix)
- 2019 : Royal Corgi : Rex

Séries d'animation
- 2010-2013 : Le Petit Prince : le Serpent (création de voix)
- depuis 2019 : Les Aventures de Paddington : Paddington (1re voix, saisons 1 et 2)[31]

##### DVD
- 2009 : Les Bonus de Guillaume
- 2011 : Les Bonus de Guillaume, Volume 2

#### En tant que réalisateur
- 2013 : Les Garçons et Guillaume, à table !
- 2017 : Maryline
- 2017 : Oblomov, adaptation du roman de l'écrivain Ivan Gontcharov, film diffusé sur Arte

### Voix off
- Dans le secret du Conseil des Ministres, France 5, octobre 2013.

### Livres audio
- Miss Marple d'Agatha Christie, Éditions Thélème, Paris, 2004.
- Le Meurtre de Roger Ackroyd d'Agatha Christie, Éditions Thélème, Paris, 2004.
- Meurtre en Mésopotamie d'Agatha Christie, Éditions Thélème, Paris, 2004.
- Mort sur le Nil d'Agatha Christie, Éditions Thélème, Paris, 2004.
- À la recherche du temps perdu (intégrale), de Marcel Proust lu par André Dussollier, Lambert Wilson, Robin Renucci, Michael Lonsdale, Denis Podalydès et Guillaume Gallienne, Éditions Thélème, Paris, 2006.
- Le Côté de Guermantes (1&2), de Marcel Proust, avec la participation de Robin Renucci, Éditions Thélème, Paris, 2006.
- Sodome et Gomorrhe de Marcel Proust, Éditions Thélème, Paris, 2006.
- Correspondance avec sa mère, de Marcel Proust, avec la participation de Catherine Salviat, Éditions Thélème, Paris, 2006.
- Les Fleurs du mal de Charles Baudelaire, Éditions Thélème, Paris, 2006.
- La Chartreuse de Parme de Stendhal, Éditions Thélème, Paris, 2008.
- Les Trois Mousquetaires d'Alexandre Dumas, Éditions Thélème, Paris, 2008.
- L'Art et la manière d'aborder son chef de service pour lui demander une augmentation, de Georges Perec, Éditions Thélème, 2012.
- Ça peut pas faire de mal : Le roman, de Guillaume Gallienne, Éditions Gallimard, 2014.
- Ça peut pas faire de mal : La poésie, de Guillaume Gallienne, Éditions Gallimard, 2015.
- Ça peut pas faire de mal : Le roman «réaliste» de Guillaume Gallienne, Éditions Gallimard, 2016.

### Opéra
- 2017 : La Cenerentola, opéra-bouffe de Gioachino Rossini, nouvelle mise en scène d'Opéra national de Paris, à l'opéra Garnier du 10 juin au 13 juillet 2017 [22].

### Parcours à la radio
- 2009-2020 : narrateur dans l'émission Ça peut pas faire de mal sur France Inter
- 2013 : chroniqueur dans l'émission Le Gai Savoir sur France Culture, en lisant des extraits de Marcel Proust

## Distinctions

### Récompenses

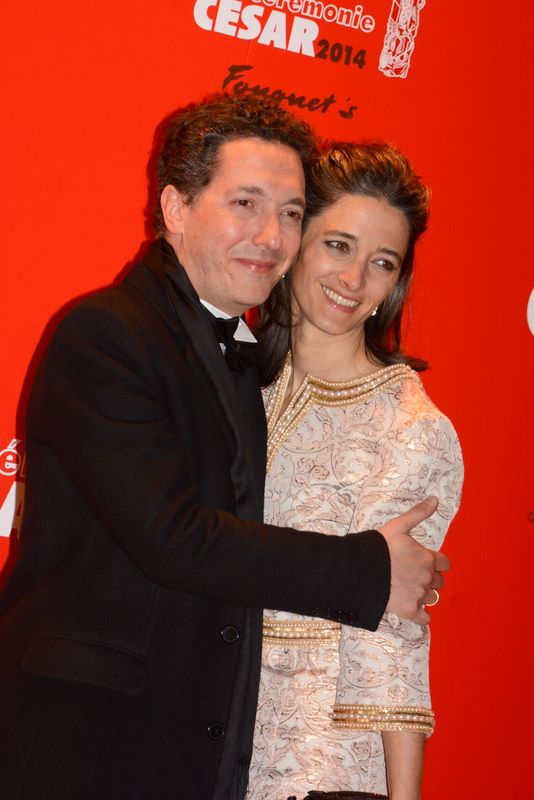
Guillaume Gallienne en compagnie de son épouse à la 39e cérémonie des César.

- Molières 2010 : Molière de la révélation théâtrale masculine pour Les Garçons et Guillaume, à table !
- Prix SACD 2010 : nouveau talent humour/one man show pour Les Garçons et Guillaume, à table !
- Molières 2011 : Molière du comédien dans un second rôle pour Un fil à la patte
- Prix Raymond-Devos 2012 du ministère de la Culture et de la Communication français[34]
- Prix Michel-d'Ornano 2013 pour Les Garçons et Guillaume, à table !
- Festival du film francophone d'Angoulême 2013 : prix du public et Valois d'or pour Les Garçons et Guillaume, à table !
- Festival international du film francophone de Namur 2013 : prix découverte pour Les Garçons et Guillaume, à table !
- Festival du film de Sarlat 2013 : prix d'interprétation masculine pour Les Garçons et Guillaume, à table !
- Lumières 2014 : meilleur acteur pour Les Garçons et Guillaume, à table !
- Étoiles d'or du cinéma français 2014 : meilleur premier rôle masculin et meilleur premier film pour Les Garçons et Guillaume, à table ![35]
- César 2014 pour Les Garçons et Guillaume, à table ! :
  - Meilleur acteur
  - Meilleur premier film
  - Meilleure adaptation
- Globe de cristal 2014 : meilleur acteur pour Les Garçons et Guillaume, à table !
- Trophées francophones du cinéma 2014 : Trophée francophone de l'interprétation masculine pour Les Garçons et Guillaume, à table !

### Nominations
- Molières 2009 : Molière du comédien dans un second rôle pour Fantasio
- Globe de cristal 2014 : Globe du meilleur film pour Les Garçons et Guillaume, à table !
- César 2014 :  César du meilleur réalisateur pour Les Garçons et Guillaume, à table !
- Prix Patrick Dewaere 2014 pour Yves Saint Laurent
- César 2015 : César du meilleur acteur dans un second rôle pour Yves Saint Laurent

### Décorations
- Chevalier de l'ordre national du Mérite (décret du 14 novembre 2008)[36].
- Commandeur de l'ordre des Arts et des Lettres (arrêté du 17 octobre 2022[37])
- Chevalier de l'ordre du Mérite culturel de Monaco[38]
- Ordre du Mérite de Géorgie[39]